# Томара Василь Степанович (дипломат)
Василь Степанович Томара (також Томорка і Тамара, 1746 або 1747 — 3 березня 1813) — російський дипломат, офіційний повноважний посол Росії в Туреччині, сенатор, дійсний таємний радник, учень Григорія Сковороди.

## Життєпис
Василь Степанович Томара походив із переяславського козацького полкового роду; син полковника Стефана Томари (молодшого). Рід походив від Степана Івановича Томорки (1660—1715), сина грецького купця Івана Томорки Мокуляєва, який оселився на Лівобережжі Дніпра в XVII столітті. Прізвисько Івана Мокуляєва «Томорка» було перетворено писарями на прізвище Томара (також Тамара). Поряд із Степаном у Івана Томорки Мокуляєва від дочки чернігівського полковника Якова Лизогуба Пелагеї було ще двоє синів: Василь, який став наказним козацьким полковником у Чернігові, та Парфен, який служив у Переяславському полку як і Степан Томара, але загинув у Криму.
Мати Василя Томари, Ганна Кочубей, була онукою генерального писаря Війська Запорізького Василя Леонтійовича Кочубея та Анастасії, дочки гетьмана Данила Апостола. Дитинство Василь Томара провів у батьківському маєтку у селі Коврай під Черкасами. Його домашнім вчителем був Григорій Сковорода.
У 1753 році до села прибув студент богослов'я Києво-Могилянської академії Григорій Сковорода для навчання Василя протягом року згідно угоди. Через конфлікт з господарями, Сковорода покинув маєток раніше, але повторно був запрошений у 1756 році і вчителював для Василя до 1759 року.
1769 року у ролі перекладача виїхав за кордон, до Австрії та Італії, разом із улюбленцями Катерини II братами Орловими.
3 червня 1783 року вже в чині підполковника, доставив грузинському цареві Іраклію від князя Потьомкіна проект трактату про визнання верховної влади та заступництва Росії й після ухвалення його Іраклієм відвіз його до Петербурга. Брав активну участь у переговорах, що передували висновку цього трактату.
Під час російсько-турецької війни 1787—1789 років. Томара командував флотилією у Середземному морі. Томара дослужився до звання генерал-майора, 1797 року отримав чин таємного радника, став сенатором; виконував обов'язки радника російського посольства в Іспанії.
У жовтні 1784 року їздив до Ісфагані до Алі-Мурат-хану з листом від князя Потьомкіна.
21 липня 1797 року був зроблений у таємні радники, а в 1799 році призначений надзвичайним посланцем та повноважним міністром до Константинополя. На цій посаді залишався до 17 вересня 1811, коли вийшов у відставку як дійсний таємний радник.
Васил Капніст присвятив Томарі вірш «На смерть Василия Степановича Томары», написаний в Обухівці 5 квітня 1819 р. Поет називає Томару своїм доблесним другом, моральними чеснотами якого він захоплювався й вважав, що їх можна брати за зразок.